# Chevauchée
Con il termine francese chevauchée, letteralmente in italiano "cavalcata", si intende il metodo utilizzato nella guerra medievale per compiere incursioni di cavalleria finalizzati ad indebolire l'avversario, principalmente bruciando e saccheggiando il territorio nemico per ridurne la produttività, una strategia in opposizione alla guerra d'assedio o alle guerre di conquista. L'uso delle chevauchée andò in disuso alla fine del XIV secolo quando si andarono ad affermare sempre di più gli assedi e le grandi battaglie campali.
Nella penisola iberica questo tipo di incursione era solitamente chiamata cabalgada e anche le ghazi musulmane erano simili negli scopi.
Le chevauchée potevano essere utilizzate anche per costringere un nemico a combattere o come un mezzo per screditare il governo dell'avversario e incrinare la lealtà dei suoi sudditi. Le chevauchée erano spesso responsabili di massicce fughe di profughi verso le città fortificate e i castelli.
Questa strategia offensiva trovò largo uso tra gli inglesi durante la guerra dei cent'anni che la utilizzarono per devastare più volte il territorio francese. Tra queste sono passate alla storia la grande chevauchée del Principe Nero del 1355 e quella dei Lancaster del 1346.